# Stenospermation angustifolium
Stenospermation angustifolium är en kallaväxtart som beskrevs av William Botting Hemsley. Stenospermation angustifolium ingår i släktet Stenospermation och familjen kallaväxter. Inga underarter finns listade.